# Nuno Barroso
Nuno Barroso é um cantor, autor-compositor e músico português. Monárquico assumido, auto-intitula-se "Sua Alteza Real" e apresenta-se como representante de uma casa real, posição que reivindica com base em alegada linhagem régia.

## Biografia
Filho de Pedro Barroso - também ele músico -, foi fundador dos Além Mar com quem gravou os álbuns Além Mar e Viver. "Deixa-me Olhar" permaneceu mais de 5 meses em n. º1 na tabela de airplay das rádios portuguesas e o álbum tornou-se um grande sucesso. Outros sucessos foram "Cidade" ou "Já Não Há Mais Baladas".
Em 2001, participa no disco de duetos de José Cid. No ano seguinte, é editado "Hei-de Voltar".
Compõe para outros artistas, como Adelaide Ferreira, Rita Guerra e Beto, José Cid, Nuno Guerreiro, entre outros.
Em 2005, lança o álbum A Vida Dá Muitas Voltas, onde assume a produção e composição das letras e das músicas das 12 canções. O álbum contém temas como "Poeta Solitário", "Só tu podes ser", "Eterno Abrigo", "Janela do Mundo" ou "A Vida da muitas Voltas", que surge na banda sonora da telenovela Mistura Fina, da TVI.
Os Além Mar regressam em 2007 e lançam o álbum Acreditar.
Escreve a canção "Mais um dia" para José Cid, tema do genérico da novela Meu Amor, da TVI, vencendo o prémio de melhor música de telenovela de 2009 na primeira gala de troféus de TV da revista TV7 Dias.
Em 2009 reaparece a solo com a apresentação de um disco de duetos  em que mostra a sua grande versatilidade como compositor e cantor, abrangendo vários estilos musicais desde o Jazz, o Rock, as baladas ou o Fado. Como convidados deste disco aparecem José Cid, Nuno Guerreiro, Nuno Norte, Inês Santos, Pedro Barroso, o norueguês Stigi, Zoey Jones, Rafa Bocero, Filipe Gonçalves, Lara Afonso, Anabela e Jorge Vadio.
Colaborou com a banda luso-alemã Os Atlânticos no tema "Voltar", com que participaram no Tontalente des Düsseldorfer Festival 2011.
O disco "Musica Mundi" contém peças de piano compostas por Nuno Barroso, tais como o single "Amanhecer em Jerusalém", a trilogia sobre escalas pentatónicas chinesas chamada "Muralha da China", "Ibéria",  sobre as origens da música de Portugal, e a peça "Guerreiro árabe-saladino", sobre música árabe.
Em 2024, aventura-se na política, candidatando-se como cabeça-de-lista do partido ADN pelo círculo eleitoral de Leiria às eleições legislativas portuguesas desse mesmo ano.
Segundo fontes do Diário do Big Brother 2025, o cantor é apontado como Pai do concorrente André Filipe.

## Vida pessoal
À data de 2024, Nuno Barroso reside em Mafra.

## Discografia

### Álbuns
- Mistério sem Fim (CD, 2001)
- Hei de Voltar (CD, NZ/Zona Música, 2002)
- A Vida Dá Muitas Voltas (CD, Espacial, 2005)
- Revolucion de la Luna
- Revolucion del Amor
- Musica Mundi (CD, Ovação, 2012)
- Coração Rebelde (CD, 2014)
- Duetos (CD, 2018)